# Георг II (Анхалт)
Георг II фон Анхалт „Силния“ (на немски: Georg II von Anhalt, „der Starke“, * 1454, † 25 април 1509) от род Аскани е княз на Анхалт-Кьотен (1471–1509).
Той е третият син на княз Георг (1390–1474) и четвъртата му съпруга Анна († 1513), дъщеря на граф Албрехт VIII фон Линдов-Рупин (1406 – 1460).
Георг II е по-малък брат на Ернст († 1516) княз на Анхалт-Десау, и Зигисмунд III († 1487) и по-голям брат на Рудолф IV († 1510) княз на Анхалт-Бернбург. Неговият по-голям полубрат е Валдемар VI († 1508) княз на Анхалт-Кьотен.
Баща му Георг се отказва от управлението през 1470 г. в полза на четирите си синове, които разделят страната. През 1471 г. братята разделят страната. Княжеството Анхалт-Бернбург братята трябва да управляват заедно. Георг II получава княжество Анхалт-Кьотен заедно с брат му Валдемар VI.
Георг започва служба при курфюрста на Бранденбург Албрехт Ахилес, който през 1498 г. го номинира за щатхалтер на Херцогство Кросен.
През 1478 г. Георг II се жени за принцеса Агнес от Померания-Волгаст (1436–1512), дъщеря на херцог Барним VIII от Померания, вдовица на маркграф Фридрих Младши от Бранденбург. Бракът е бездетен. Княз Георг е погребан в манастирската капела Баленщет.
Георг II бил много силен, с юмрук убил мечка.